# HB Køge (piłka nożna kobiet)
HB Køge (duń. Herfølge Boldklub Køge) – duński klub piłki nożnej kobiet, mający siedzibę w mieście Køge, leżącym w aglomeracji Kopenhagi, na wschodzie kraju, grający od sezonu 2020/21 w rozgrywkach Elitedivisionen.

## Historia
Chronologia nazw:
- 2009: HB Køge Pigefodbold
- 2020: HB Køge

Żeński klub piłkarski HB Køge Pigefodbold został założony w Køge 1 lipca 2009 roku. Początkowo klub szkolił tylko drużyny juniorskie. Dopiero w 2016 roku powstał projekt o przystąpieniu sekcji kobiet klubu do rozgrywek zawodowych. W 2017 pierwsza drużyna startowała w 1. division (D2). Zespół przez kilka lat nie mógł przebić się przez skomplikowany system rozgrywek do fazy decydującej. W 2019 roku rozpoczęto rozmowy z HB Køge na temat możliwej współpracy, a w lutym klub ogłosił, że jest w pełni zaangażowany w kobiecą piłkę nożną, zrównując w sporcie seniorów kobiet i mężczyzn. Tak więc w styczniu 2020 roku klub nawiązał współpracę z Capelli Sport i American Football Academy Slammers FC. Celem było, aby drużyna zakwalifikowała się do Ligi Mistrzów UEFA Kobiet w ciągu pięciu lat. W sezonie 2019/20 zespół w końcowej fazie zajął drugie miejsce w grupie 1, które premiowało do turnieju playoff z 2 klubami elitarnej ligi oraz dwóch najlepszych zespołów z grupy 2. Po wygraniu playoff klub otrzymał awans do Elitedivisionen. 2 kwietnia 2020 roku klub otrzymał oficjalne i ostateczne potwierdzenie od Komitetu ds. Profesjonalnej Piłki Nożnej DBU, że elitarny zespół kobiet z dniem 1 lipca 2020 roku musi zostać włączony do struktury w HB Køge. W debiutowym sezonie 2020/21 na najwyższym poziomie piłkarki po raz pierwszy świętowali zdobycie tytułu mistrza kraju.

## Barwy klubowe, strój, herb, hymn
|  |  |

Klub ma barwy niebiesko-czarne. Piłkarki domowe spotkania zazwyczaj grają w niebieskich koszulkach z pionowymi czarnymi pasami, czarnych spodenkach oraz niebieskich getrach.

## Sukcesy

### Trofea międzynarodowe
| \| \| Zdobyte trofea w rozgrywkach międzynarodowych (stan na: 31-05-2021) \| |                                                                     |      |          |
| Rozgrywki                                                                    | Osiągnięcie                                                         | Razy | Sezon(y) |
| · Liga Mistrzyń UEFA                                                         | zdobywca                                                            | 0    |          |
| · Liga Mistrzyń UEFA                                                         | finalista                                                           | 0    |          |
| · Liga Mistrzyń UEFA                                                         | ?                                                                   | 1    | 2021/22  |
| FIFA                                                                         | Zdobyte trofea w rozgrywkach międzynarodowych (stan na: 31-05-2021) |      |          |

### Trofea krajowe
| \| \| Zdobyte trofea w rozgrywkach Danii (stan na: 31-05-2021) \| |                                                          |      |                |
| Rozgrywki                                                         | Osiągnięcie                                              | Razy | Sezon(y)       |
| Mistrzostwo                                                       | I miejsce                                                | 1    | 2020/21        |
| Mistrzostwo                                                       | II miejsce                                               | 0    |                |
| Mistrzostwo                                                       | III miejsce                                              | 0    |                |
| Puchar                                                            | zdobywca                                                 | 0    |                |
| Puchar                                                            | finalista                                                | 0    |                |
| Puchar                                                            | półfinalista                                             | 1    | 2020/21        |
| II liga                                                           | I miejsce                                                | 0    |                |
| II liga                                                           | II miejsce                                               | 1    | 2019/20 (gr.2) |
| II liga                                                           | III miejsce                                              | 0    |                |
| Dania                                                             | Zdobyte trofea w rozgrywkach Danii (stan na: 31-05-2021) |      |                |

## Poszczególne sezony

### Rozgrywki międzynarodowe

#### Europejskie puchary
Legenda do wszystkich tabel:
- Q – runda eliminacyjna, 1/16, 1/8, 1/4, 1/2 – odpowiednia faza rozgrywek, Grupa – runda grupowa, 1r gr – pierwsza runda grupowa, 2r gr – druga runda grupowa, F – finał, R – runda, PO – play-off
- k. – rzuty karne, los. – losowanie, Dogr. – dogrywka, w. – zasada bramek strzelonych na wyjeździe

| Sezon   | Rozgrywki     | Runda   | Przeciwnik          | Wynik    | Ogólne |
| ------- | ------------- | ------- | ------------------- | -------- | ------ |
| 2021/22 | Liga Mistrzyń | Q2      | Sparta Praga        | 1–0, 2–0 | 3–0    |
| 2021/22 | Liga Mistrzyń | Grupa C | TSG 1899 Hoffenheim | 0–5, 1–2 | 1–7    |
| 2021/22 | Liga Mistrzyń | Grupa C | FC Barcelona Femení | 0–2, 0–2 | 0–4    |
| 2021/22 | Liga Mistrzyń | Grupa C | Arsenal W.F.C.      | 0–3, 1–5 | 1–8    |
| 2022/23 | Liga Mistrzyń | Q2      | Juventus Turyn      | 1–1, ?–? | ?–?    |
|         |               |         |                     |          |        |

### Rozgrywki krajowe
| \| Dania \| Bilans występów klubu w rozgrywkach piłkarskich Danii (Stan na 25 września 2022 r.) \| \| |                                                                                     |        |       |   |   |   |    |    |     |           |        |        |      |
| Poziom                                                                                                | Rozgrywki                                                                           | Sezony | Mecze | Z | R | P | B+ | B– | Pkt | Lata      | Awanse | Spadki | Naj. |
| I | Elitedivisionen                                                                     | 2      |       |   |   |   |    |    |     | od 2020   | 0      | 0      | 2    |
| II | 1. division                                                                         | 3      |       |   |   |   |    |    |     | 2017–2020 | 1      | 0      | 2    |
| | Puchar Danii                                                                        | 2+     |       |   |   |   |    |    |     | od 201?   | 0      | 0      | 1/2  |
| Dania                                                                                                 | Bilans występów klubu w rozgrywkach piłkarskich Danii (Stan na 25 września 2022 r.) |        |       |   |   |   |    |    |     |           |        |        |      |

## Piłkarki, trenerzy, prezydenci i właściciele klubu

### Trenerzy
- 2019–2021: Peer Lisdorf
- od 2021: Søren Randa-Boldt

## Struktura klubu

### Stadion
Klub rozgrywa swoje mecze domowe na Capelli Sport Stadion w Køge, który może pomieścić 4000 widzów.

## Kibice i rywalizacja z innymi klubami

### Derby
- Brøndby IF